# Cercophis auratus
Cercophis auratus — вид змій родини полозових.

## Поширення
Вид поширений в Суринамі та на півночі Бразилії.